# Puntal de la Caldera
El Puntal de la Caldera es una montaña de Sierra Nevada, perteneciente a la provincia de Granada (España), con una altitud de 3.226 m s. n. m., lo que le convierte en el sexto pico más alto de la cordillera.
Junto con los picos del Mulhacén y La Alcazaba, forma un anfiteatro en la vertiente norte, en el que nace el río Genil, a partir de la Laguna de la Mosca, un lagunillo permanente. En la vertiente sur, forma el circo glaciar de La Caldera, una laguna de buen tamaño (la mayor de la cordillera), en la cabecera del río Poqueira.

## Geología
Geológicamente, pertenece al llamado Complejo Nevadofilábride y, dentro de él, al Grupos del Mulhacén. Las rocas son fundamentalmente micasquistos, con distena y estaurolita.